# Шесто (деревня)
Шесто — деревня в Невельском районе Псковской области. Находится примерно в 25 километрах к юго-западу от районного центра — города Невеля. Деревня расположена на берегу живописного и глубокого озера Шесто. Входит в состав Лобковской волости Невельского района. Население — 6 человек. Просёлочной автодорогой девевня соединена с 19 километром трассы Невель — Велиж. Раз в неделю (обычно по средам в деревню приезжает продуктовая автолавка Невельского райпо.